# Carl Brandan Mollweide
Carl (Karl) Brandan Mollweide (latiniserad form Carolus Brandanus Mollweide), född den 3 februari 1774 i Wolfenbüttel, Braunschweig, död den 10 mars 1825 i Leipzig, var en tysk matematiker och astronom som verkade i Halle och Leipzig.
Mollweides projektion och Mollweides formler är uppkallade efter honom.